# Lamont (Iowa)
Lamont – miasto w Stanach Zjednoczonych, w stanie Iowa, siedziba hrabstwie Buchanan. W 2000 liczyło 503 mieszkańców.